# Florian Brunner (Fußballspieler)
Florian Brunner (* 9. September 1998) ist ein österreichischer Fußballspieler.

## Karriere
Brunner begann seine Karriere bei TuS St. Peter/Kammersberg. 2012 wechselte er in die Jugend der Kapfenberger SV. Ab 2014 spielte er für die Drittmannschaft der Kapfenberger, ASC Rapid Kapfenberg.
Im Juli 2016 debütierte er für die Zweitmannschaft der KSV in der Landesliga, als er am ersten Spieltag der Saison 2016/17 gegen TuS Heiligenkreuz in der 86. Minute für Petar Paric eingewechselt wurde. Im April 2017 erzielte er gegen den SV Wildon sein erstes Tor in der vierthöchsten Spielklasse.
Zur Saison 2017/18 rückte Brunner in den Profikader der Kapfenberger. In seiner ersten Saison in jenem kam er allerdings zu keinem Einsatz für die Profis. Im Oktober 2018 debütierte er schließlich in der 2. Liga, als er am zwölften Spieltag der Saison 2018/19 gegen den SC Wiener Neustadt in der Startelf stand.
Nach der Saison 2018/19 verließ er Kapfenberg und wechselte zum Regionalligisten TuS Bad Gleichenberg. Dort absolvierte er neun Spiele in der dritthöchsten Liga des Landes und weitere drei Partien für die zweite Mannschaft mit Spielbetrieb in der siebentklassigen Gebietsliga Süd. In der Winterpause verließ er den Verein wieder, um sich dem Ligakonkurrenten FC Wels anzuschließen. Nach regelmäßigen Einsätzen in der Vorbereitung auf das Frühjahr kam er in der Liga bis zum Saisonende nur in einem einzigen Meisterschaftsspiel zum Einsatz. Im Sommer 2020 trat er einen weiteren Vereinswechsel an und transferierte zurück zu seinem Ausbildungsverein, dem TuS St. Peter/Kammersberg.